# HLA-B27
人類白血球抗原B27（HLA-B27，B*2701-2759亞型） 是一種由主要組織相容性複合體（MHC）中的B位點所編碼的I類細胞表面分子，位於6號染色體上，負責向T細胞呈遞抗原性肽（來源包括自體與外來抗原）。HLA-B27與強直性脊椎炎及其他相關的發炎性疾病（如乾癬性關節炎、發炎性腸病、反應性關節炎）具有高度關聯性。

## 盛行率
HLA-B27在各國盛行率差異極大。HLA-B27在美國的盛行率約為6-8%，在北非人口中約為4%，漢族人口中約為2-9%，而在日本人中則僅有0.1–0.5%。在北斯堪的納維亞的薩米地區，薩米人的HLA-B27陽性率為24%，其中1.8%罹患強直性脊椎炎，相比之下，北斯堪的納維亞人整體的HLA-B27陽性率為14-16%。在芬蘭，估計有14%的人口HLA-B27陽性，其中超過95%的強直性脊椎炎患者和約70–80%的反應性關節炎患者攜帶此基因標記。

## 疾病關聯
雖然已有多種疾病報導與HLA-B27的關聯，但大多數陽性個體終其一生不會發展出相關疾病，且其與疾病之間的病生理迄今尚不明朗。
脊椎關節病變（SpA）是HLA-B27關聯疾病中，最廣為人知的一系列疾病，相關疾病包含僵直性脊椎炎（AS）、反應性關節炎等等。有高達九成的僵直性脊椎炎患者為HLA-B27陽性，且陽性個體比陰性個體更容易發生早發型僵直性脊椎炎，但僅有5%的HLA-B27陽性個體會出現此一疾病。研究也發現陽性帶原者更容易因環境因子誘發疾病。
HLA-B27也與其他SpA關聯疾病相關，諸如反應性關節炎、葡萄膜炎、發炎性腸病等等。乾癬性關節炎中也有約40–50%的患者擁有HLA-B27基因。

### HIV非凡控制者
約1/500的HIV感染者可在多年內無需治療仍保持無症狀狀態，這類個體被稱為非凡控制者。有研究指出在非凡控制者中，HLA-B27及HLA-B5701陽性個體的比例顯著較高。

## 外部連結
- HLA-B27 Syndromes 於 eMedicine by A. Luisa Di Lorenzo, MBBCh
- Bowness, P. . Rheumatology. 1 August 2002, 41 (8): 857–868. PMID 12154202. doi:10.1093/rheumatology/41.8.857 .
- OMIM 142830
- 醫學主題詞表（MeSH）：HLA-B27
- BASDAI and Ankylosing Spondylitis
- National Library of Medicine - Papers on HLA B-27